# Camponotus timidus
Camponotus timidus é uma espécie de inseto do gênero Camponotus, pertencente à família Formicidae.